# Rebellion (sèrie de televisió)
Rebellion és una sèrie de televisió irlandesa, produïda l'any 2016 per la RTÉ, ambientada en els esdeveniments de l'Alçament de Pasqua de 1916. L'any 2019 la succeí una seqüela anomenada Resistance.

## Rerefons
La sèrie fou dirigida pel director finlandès Aku Louhimies i escrita per Colin Teevan, amb la producció executiva de Catherine Magee, Clare Alan i Colin Teevan.
L'any 2014 la RTÉ garantí el finançament de 400,000 euros per part de l'Autoritat de Retransmissió d'Irlanda. El maig de 2015, la RTÉ confirmà la producció d'una sèrie commemorativa del centenari de l'Alçament de Pasqua de 1916, espectacle filmat durant l'estiu de 2015 a Dublín. El desembre de 2015, la RTÉ confirmà que l'estrena de la sèrie seria a principis de gener a la televisió irlandesa. La sèrie, els quals costà 6 milions d'euros, és la sèrie més cara produïda mai per l'entitat de radiodifusió pública. RTÉ i Zodiac Media, l'empresa de producció que realitzà Rebellion, confirmà llavors que produirien una seqüela titulada Rebellion: Two States, ambientada en la Guerra d'Independència Irlandesa.

## Descripció
La sèrie televisiva de cinc capítols de RTÉ descriu personatges ficticis a Dublín durant l'Alçament de Pasqua de 1916. La sèries commemorativa comença amb l'esclat de la Primera Guerra Mundial. A mesura que les expectatives d'una campanya curta i gloriosa s'esvaeixen, l'estabilitat social decau i el nacionalisme irlandès s'erigeix amb força. Els esdeveniments tumultuosos que succeeixen són vists a través dels ulls d'un grup d'amics de Dublín, Belfast i Londres mentre juguen funcions vitals i conflictives a la història de la independència d'Irlanda.

## Repartiment
| - Brian Gleeson - Jimmy Mahon - Charlie Murphy - Elizabeth Butler - Ruth Bradley - Frances O'Flaherty - Sarah Greene - May Lacy - Michelle Fairley - Dolly Butler - Ian McElhinney - Edward Butler - Michael Ford-Fitzgerald - Harry Butler - Paul Reid - Stephen Duffy Lyons - Barry Ward - Arthur Mahon - Lydia McGuinness - Peggy Mahon - Jordanne Jones - Minnie Mahon - Jason Cullen - Peter Mahon - Jaeylynne Wallace Ruane - Sadie Mahon - Millie Donnelly - Gracie Mahon - Tom Turner - Charles Hammond - Perdita Weeks - Vanessa Hammond - Barry Keoghan - Cormac McDevitt - Brian McCardie - James Connolly - Marcus Lamb - Patrick Pearse - Sebastian Thommen - Michael Collins - Lalor Roddy - Thomas J. Clarke - Sean Fox - Sean MacDermott - Andrew Simpson - George Wilson - Gus McDonagh - monsenyor Mulcahy - Steve Paret - detectiu Coleman - Laurence O'Fuarain - Desmond Byrne | - Sopie Robinson - Ingrid Webster - Joanne Brennan - Dr. Kathleen Lynn - Niamh Cusack - Nelly Cosgrave - Michael Feast - Sir Matthew Nathan - Ryan McAllister - Sylvester the Butler - Stefan Dunbar - Stewart Corporal - Ruairí Heading - fuseller McGarry - Jane Herbert - Gretta la minyona - Kieran O'Reilly - capità Robert Barton - Camille O'Sullivan - Constance Markievicz - Jack Shepherd - general William Lowe - James Craze - Blimey O'Connor - Barry Barnes - conestable James O'Brien - John Connors - Michael Molloy - Barry McGovern - arquebisbe William Walsh - Paul McCloskey - sergent McAuley - Keith Patrick Byrne - barista - Adrian Hudson - Lofty Lloyd - Charlie Bonner - William Wylie - Mark Lambert - brigadier Blackader - Ann Skelly - Biddy Lambert - Edwin Mullane - Brophy - Charlie Kelly - fuseller O'Hanlon - Patrick Buchanan - capità Bowen-Colthurst - Eemeli Louhimies - Milo - Andrei Alen - capità Heathcote | - Stephen Mullan - Éamonn de Valera - Paul Kealyn - home d'ICA - Dylan Kelly - segon home d'ICA - Lynn Rafferty - prostituta - Elva Trill - Esme Quinn - Ian Toner - lloctinent Mick Malone - Fintan Phelan - conductor - Jack Hickey - Seán Connolly - Jed Murray - lloctinent britànic - Hilary Vesey - dona a tenenements - Paul Booth - capità Lee-Wilson - Norma Sheahan - germana Patrick - Terry O'Neill - saquejador de cases - Brendan McCormack - sergent de DMP - Emer O'Grady - mestressa de casa - Stephen O'Brien - voluntari - Dan Siron - soldat de Liverpool - Graham Dodd - conductor de furgoneta - Manus Halligan - soldat de Northamptonshire - Faolan Morgan - fuseller alt - Rory Corcoran - home moribund - Una Carroll - amic de Frances - Alice Stands - secretari - James Jake Martinez - soldat |

## Episodis
| 1 | "Young Guns"    | 3 gener 2016  |
| En tant que els nacionalistes irlandesos intenten derrocar el règim britànic, les amigues May, Frances i Elizabeth segueixen camins separats per tal de fer la seva part.                                                                               |                 |               |
| 2 | "To Arms"       | 10 gener 2016 |
| El dilluns de Pasqua uns quants centenars de rebels llancen un atac prenent per sorpresa a les autoritats i als dublinesos que festegen. L'amant s'enfronta a l'amant, l'amic a amic i el germà al germà a mesura que s'alça la rebel·lió.              |                 |               |
| 3 | "Under Siege"   | 17 gener 2016 |
| Tres dies després de setge, els rebels busquen un reconeixement internacional per a la independència d'Irlanda, però les forces britàniques estrenyen el cercle. Elizabeth, Frances i Jimmy queden atrapats en l'acció al GPO.                          |                 |               |
| 4 | "Surrender"     | 24 gener 2016 |
| Davant dels aclaparadors reforços britànics, els rebels es rendeixen. De forma ràpida se succeeixen els judicis i les execucions a la cort militar. Mentrestant, la tragèdia afecta a la família Mahon, ja que el seu fill petit, Peter, és assassinat. |                 |               |
| 5 | "The Reckoning" | 31 gener 2016 |
| A mesura que la rebel·lió s'apaivaga, May, Elizabeth i Frances tracten amb les conseqüències de les seves accions. |                 |               |

## Emissió internacional
La sèrie s'estrenà als Estats Units el 24 d'abril de 2016 a l'emissora SundanceTV i, a Finlàndia, l'1 de juny de 2016 a través del Servei de Retransmissió Finlandès (YLE). SundanceTV combinà els episodis amb parelles, titulant-los: To Arms S1E1+S1E2, UNder Siege S1E3+S1E4, i The Reckoning S1E5.
La sèrie estigué disponible a Netflix arreu del món, exceptuant a Irlanda i Finlàndia.

## Recepció
Després de la seva primera emissió, l'episodi 1 tingué una gran audiència, valorada en 619,000 espectadors. El 41% de l'audiència disponible sintonitzà RTÉ One per a mirar l'episodi d'estrena de la sèrie de cinc capítols, amb una audiència addicional 45,000 espectadors que el sintonitzà al canal RTÉ One +1 i més de 9,000 espectadors que ho feren amb el canal RTÉ Player.
The Irish Times donà al primer episodi una crítica favorable. El Daily Mirror assegurà que la sèrie estava «destinada a la controvèrsia judicial». Shane Kenna, un historiador i professor al Trinity College de Dublín, criticà la sèrie pel seu «pobre guió ahistòric sense benefici educatiu». La sèrie fou emesa per xarxes socials, amb molts espectadors criticant les seves inexactituds històriques. Pat Stacey, periodista a l'Irish Independent, criticà negativament el guió, declarant: «els personatges no van conversar tant com de lloses de text que van penjar a l'aire durant un moment, abans de caure al terra», concloent: «no és una precisió històrica de la qual la Rebellion ha de preocupar-se; és una escrita errònia, de moda antiga, aliat amb una direcció plana».